# Prunus lundelliana
Prunus lundelliana là loài thực vật có hoa trong họ Hoa hồng. Loài này được Standl. miêu tả khoa học đầu tiên năm 1940.